# Георг Острогорський
Ґеорґ Остроґорський (Георгій Олександрович Острогорський; 19 (6) січня 1902, Санкт-Петербург — 24 жовтня 1976, Белград) — сербський науковець, один з найбільш авторитетних істориків-візантологів XX століття. Багаторічний президент Всесвітнього товариства візантологів.

## Біографія
Ґеорґ Остроґорський народився 19 січня 1902 року в Санкт-Петербурзі в родині відомого педагога і громадського діяча Олександра Яковича Острогорського. Закінчив петербурзьку класичну гімназію, з дитячих років вивчав давньогрецьку мову. Після 1919 року з родичами переїхав до Фінляндії. У 1921 році розпочав навчання у Гейдельберзькому університеті, Німеччина, де вивчав філософію, політичну економію, соціологію і класичну археологію; слухав лекції, зокрема, у Карла Ясперса, Генріха Ріккерта і Альфреда Вебера. Під впливом німецького медієвіста Персі Шрамма зацікавився історією Візантії. У 1924 році вирушив до Парижу, де протягом року вивчав візантійську історію на семінарі Шарля Діля в Сорбонні, візантійське мистецтво у Габріеля Мейє і грецьку палеографію у Жермени Руйар. У 1925 році у Гейдельбергу він захистив докторську дисертацію на тему «Сільські податні громади у Візантійській імперії у X столітті». Отримавши німецьке громадянство, розпочав викладацьку діяльність, — з 1928 року у званні приват-доцента читав лекції з історії Візантії у Вроцлавському університеті. З 1931 року він також був активним членом Археологічного інституту імені Н. П. Кондакова в Празі.
У 1933 році після приходу до влади націонал-соціалістів, щоб уникнути переслідувань через єврейське походження, Ґеорґ Остроґорський залишив Німеччину. Отримавши запрошення на кафедру візантології Белградського університету, він переїхав до Югославії, де провів решту життя. У Белградському університеті він викладав візантійську історію на відділенні історії філософського факультету, був керівником Візантійського семінару і завідувачем кафедри візантології. На початку 1941 року отримав звання штатного професора. У березні 1946 року був обраний членом-кореспондентом Сербської академії наук і мистецтв, а за два роки став її дійсним членом. 26 березня 1948 року за ініціативи Ґеорґа Остроґорського при Сербський академії наук був започаткований спеціальний Візантологічний інститут. Він очолив інститут, а з 1951 року був також головним редактором щорічника його праць («Зборник радова Византолошког института»).
Завдяки активній діяльності Ґеорґа Остроґорського в Югославії сформувалася потужна наукова школа візантології. Науковець отримав світове визнання, своїм членом його обрали 15 академій і наукових інститутів Європи та Америки, а Оксфордський і Страсбурзький університети надали йому звання почесного доктора. У 1961 році під його безпосереднім керівництвом у Белграді пройшов 12-й Міжнародний конгрес візантійських досліджень. Тривалий час Ґеорґ Остроґорський був президентом Всесвітнього товариства візантологів. У грудні 1973 році він вийшов на пенсію, припинивши викладацьку діяльність, однак залишився директором Візантологічного інституту.
Помер 24 жовтня 1976 року після важкої і тривалої хвороби.

## «Історія Візантії»
Головною працею Ґеорґа Остроґорського є «Історія Візантії» (нім. Geschichte des byzantinischen Staates), що визнана однією з найкращих узагальнювальних праць з візантійської історії. Вперше вона була видана німецькою мовою 1940 року у Белграді, пізніше перероблена у другому (1952) і третьому (1963) німецьких виданнях. У 1965 році з'явилося скорочене видання для широкої публіки (без наукового апарату), що витримало численні перевидання. Книга була перекладена багатьма мовами: англійською (1956, 1957, 1968, 1969), сербською (1959, 1969, 1985), словенською (1961), польською (1967, 2008), італійською (1968, 1993), турецькою (1981), болгарською (1998), угорською (2001), українською (2002) і російською (2011).